# Whittemore (Michigan)
Whittemore è un comune degli Stati Uniti d'America, situato nello Stato del Michigan, nella contea di Iosco.